# Crucihimalaya mollissima
Crucihimalaya mollissima är en korsblommig växtart som först beskrevs av Carl Anton von Meyer, och fick sitt nu gällande namn av Al-shehbaz, O'kane och Robert A. Price. Crucihimalaya mollissima ingår i släktet Crucihimalaya, och familjen korsblommiga växter. Inga underarter finns listade i Catalogue of Life.